# Schopperten
Schopperten je občina v departmaju Bas-Rhin francoske regije Alzacija.
Leta 1990 je v občini živelo 227 oseb oz. 54 oseb/km².